# Tractat de l'Elisi
El tractat de l'Elisi va ser un tractat d'amistat entre França i Alemanya Occidental, signat pel president Charles de Gaulle i el canceller Konrad Adenauer el 22 de gener de 1963 en el palau de l'Elisi de París. Amb la signatura d'aquest tractat, Alemanya i França van establir les bases d'una nova relació que posava fi a segles d'enemistat franc-alemanya.

## Rerafons
Les relacions franco-alemanyes havien estat dominades per la idea de l'enemistat franco-alemanya, arribant-se a afirmar que hi havia una rivalitat natural entre ambdues nacions. Durant Segona Guerra Mundial, França va declarar la guerra a Alemanya fet que va provocar la invasió per part de l'Alemanya Nazi i l'ocupació de França. Després de la guerra, França va participar en l'ocupació d'Alemanya; per apaivagar aquests rancors, el canceller d'Alemanya de l'oest de la postguerra, Konrad Adenauer, va fer de l'apropament entre els rivals històrics una de les seves prioritats.
n

## Contingut

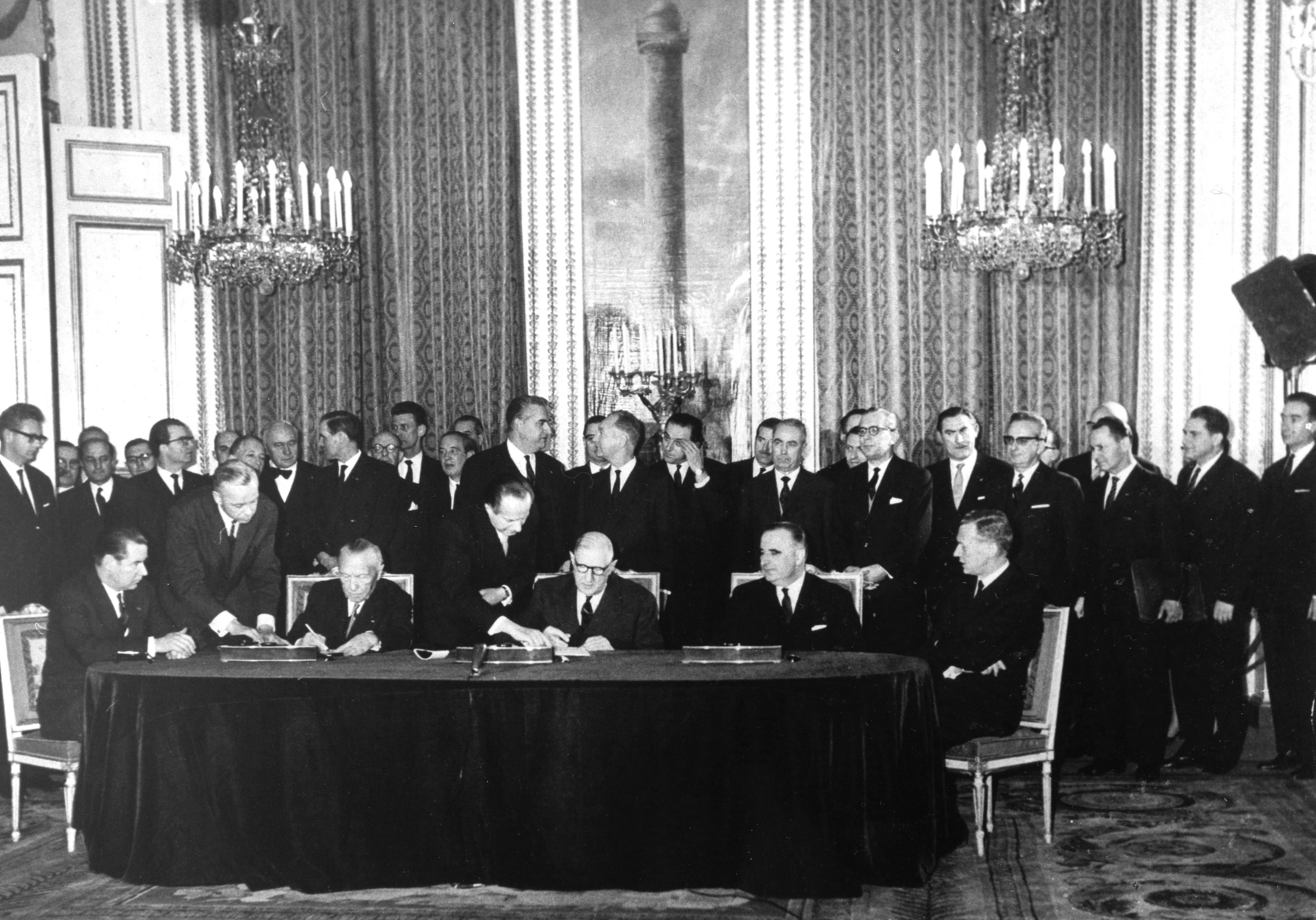
Signatura del tractat en el saló Murat del palau de l'Elisi

El tractat afirmava la necessitat de consultes periòdiques entre França i Alemanya Occidental per a totes les qüestions importants relacionades amb defensa, educació i joventut. Així mateix, el tractat estableix la necessitat de cims periòdics d'alt nivell, de tal forma que els caps d'Estat i de govern de tots dos països han de reunir-se almenys dues vegades a l'any i els ministres d'afers exteriors cada tres mesos, per garantir d'aquesta forma una cooperació propera entre tots dos països.
La primera trobada entre els dos caps d'Estat va tenir lloc al domicili privat de Charles de Gaulle en Colombey-les-Deux-Églises al setembre de 1958. Des de llavors, els caps d'Estat de França i Alemanya han mantingut una relació propera, considerada amb freqüència com el motor de la integració europea
A més a més, es va establir una comissió inter-ministerial per poder coordinar i supervisar la cooperació entre ambdues nacions. La comissió està formada per alts funcionaris de cadascun dels ministeris involucrats.

## Conseqüències

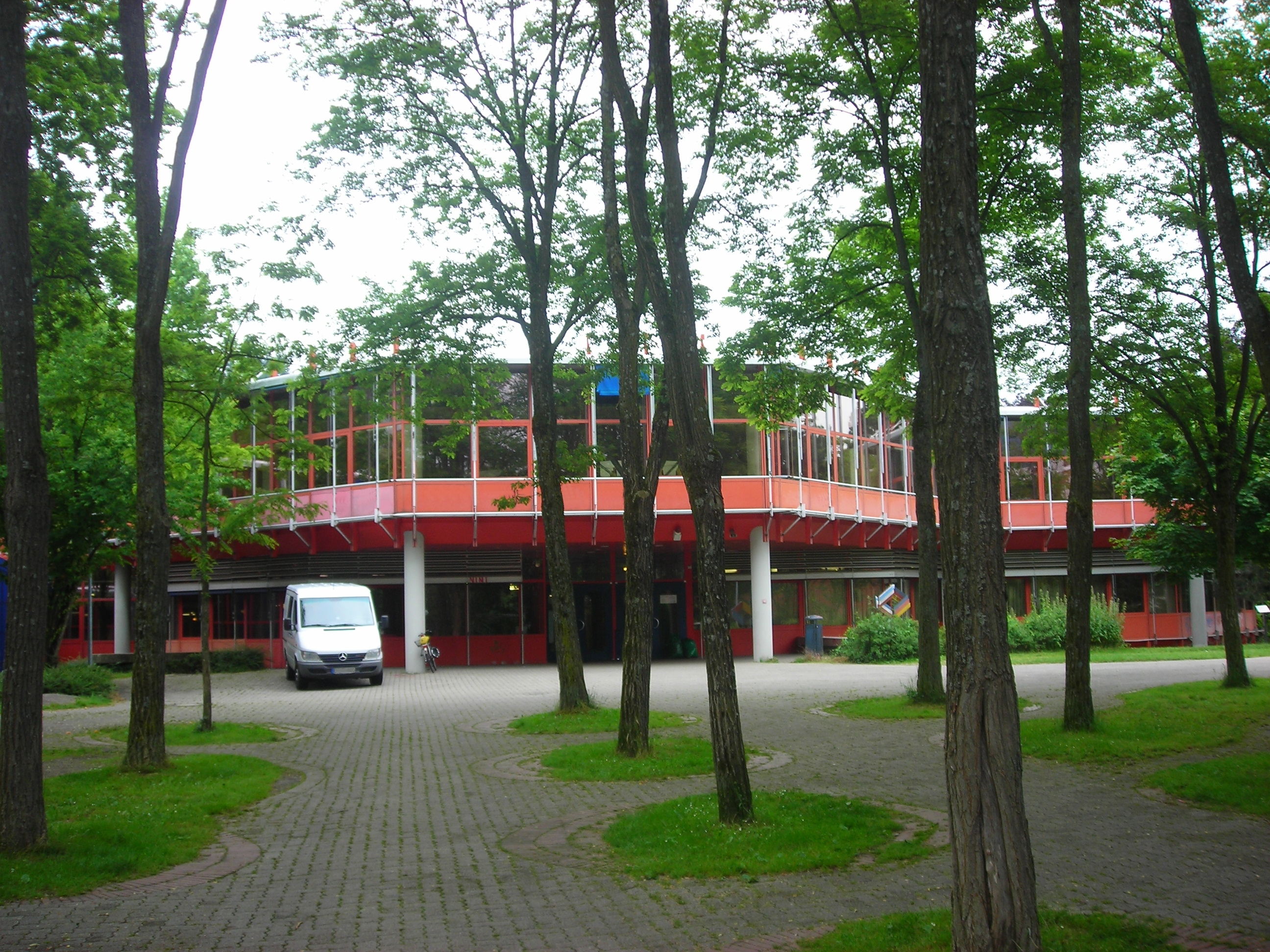
DFG-LFA Friburg a Alemanya, una escola que es va establir com a resultat del tractat

Entre les conseqüències directes del Tractat es troben la creació de l'Oficina franco-alemanya de la joventut (l'Office Franco-allemande pour la jeunesse / Deutsch-Französisches Jugendwerk), la creació d'escoles secundàries franco-alemanyes i l'agermanament entre nombrosos francesos i alemanys Pobles, escoles i regions alemanyes. Un altre resultat del Tractat va ser la brigada militar franco-alemanya, que es va establir el 1987 i que encara està intacta.
El gener de 2003, l'Assemblée Nationale i el Deutsche Bundestag es van reunir a Versailles per celebrar el 40 aniversari del Tractat. Un lloc molt simbòlic, tenint en compte la història de la humiliació, que ambdós països s'havien enfrontat al palau el 1871 i el 1919.
En el transcurs de la celebració del 40è aniversari, es van crear noves formes de coordinació bilateral entre els dos països, com el Consell Ministerial Franco-Alemany, que es reuneix dues vegades l'any. La celebració també va conduir a la creació, per primer cop, d'un Llibre d'Història Franco-alemanya comú que s'utilitzés en ambdós països i afavorís una visió compartida de la història. La Universitat Franco-Alemanya permet als estudiants aconseguir dos graus internacionals d'ambdós països. A més, es va establir l'anomenat Élysée-Fond per promocionar projectes de cultura franco-alemanya en tercers països. A més a més, les ciutadanies franceses i alemanyes en el país oposat van passar a ser més fàcils d'obtenir.

## Tractat d'Aquisgrà (2019)
La cancellera Angela Merkel i el president Emmanuel Macron, juntament amb els legisladors d'ambdós països, el gener de 2018 amb motiu del seu 55è aniversari, van demanar un "nou Tractat de l'Elisi", que fou anomenat Tractat d'Aquisgrà i, signat el 22 de gener de 2019.